# Авиаудар по концерту в Качине
В ночь на 23 октября 2022 года ВВС Мьянмы нанесли серию авиаударов по городку Пхакан, штат Качин на севере Мьянмы. Целью удара оказался район Анангпа 9-й бригады Организации независимости Качина (КИО). Согласно источникам, в результате удара пострадало большое количество мирных жителей, поскольку во время нападения КИО проводила неподалёку музыкальный концерт, приуроченный к 62-й годовщине основания организации. По предварительным данным, погибло более 60 человек, большинство из них — мирные жители, приехавшие на мероприятие, в том числе известные качинские общественные деятели и певцы. Пострадали также высокопоставленные чиновники и солдаты КИО, более 100 человек получили ранения. Среди погибших: актёр Латхау Зо Дин, певец Орали, певец Тетан Ша Лвин (Galau Yaw Lwi) и пианист Ко Кин.
Группа новостей Качина (KNG) сообщает, что организатор мероприятия пригласил 9 певцов и актёров, чтобы развлечь публику по случаю празднования годовщины КИО. В результате авиаудара погибло более 60 мирных жителей, присутствовавших на концерте, что сделало это нападение самым смертоносным с начала гражданской войны в стране.
После нападения силовики у ворот села Гинси останавливали машины, которые везли раненых в Пхакан и Мьичину.